# Abutilon

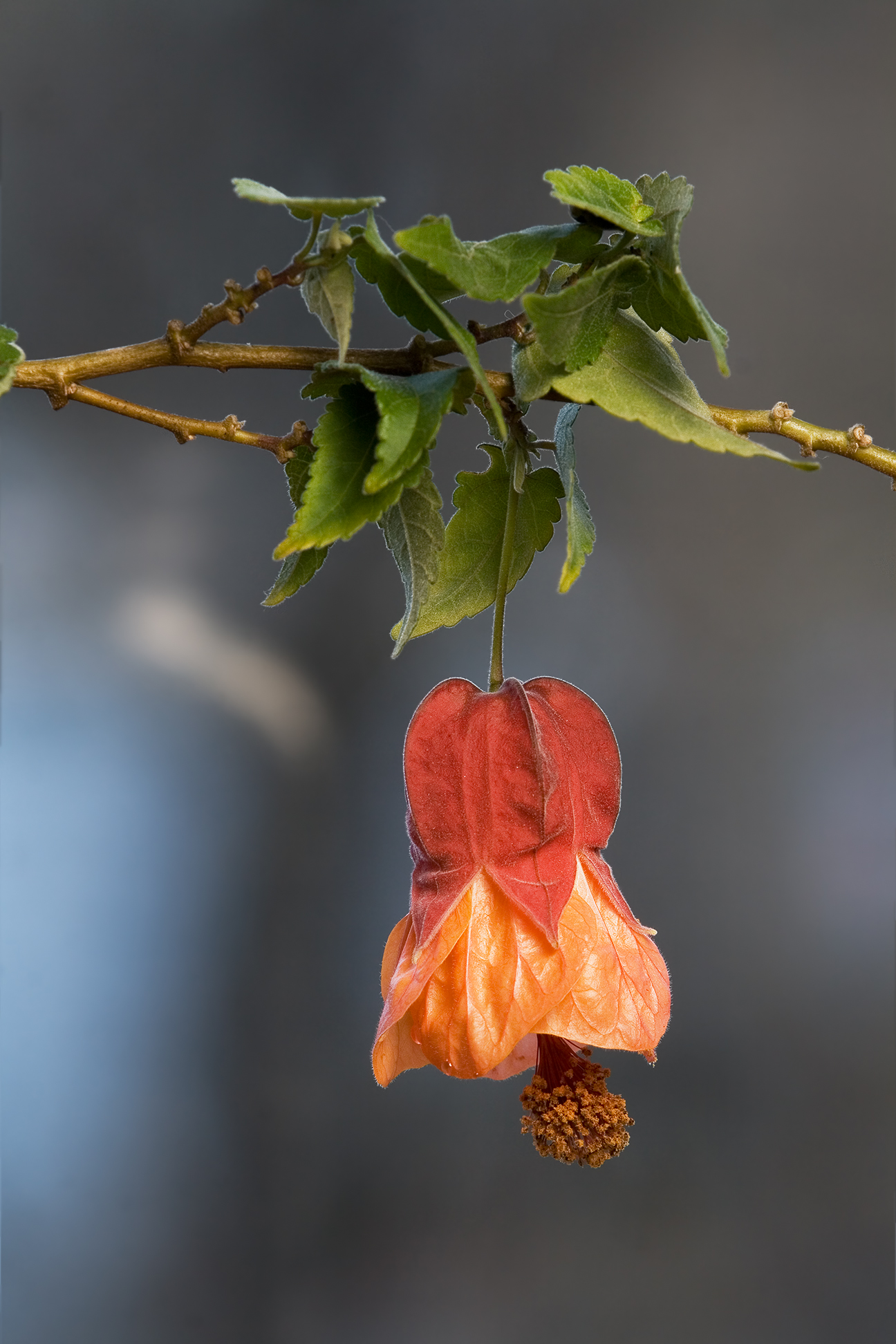
Abutilon ×hybridum, varietat cultivada 'Patrick Synge'

Abutilon és un gènere de plantes amb flor de la família de les malvàcies.

## Particularitats
El gènere inclou plantes anuals o perennes. Algunes són males herbes.

## Taxonomia
- A. abutiloides (Jacq.) Garcke
- A. albescens Miq.
- A. auritum (Wall. ex Link) Sweet
- A. bedfordianum (Hook.) A. St.-Hil.
- A. berlandieri Gray ex S. Watson
- A. bidentatum A. Rich.
- A. buchii Urb.
- A. darwinii Hook.f.
- A. eremitopetalum Caum
- A. fruticosum Guill. i Perr.
- A. giganteum (Jacq.) Sweet
- A. grandiflorum G. Don
- A. grandifolium (Willd.) Sweet
- A. greveanum (Baill.) Hochr.
- A. hirtum (Lam.) Sweet
- A. hulseanum Torr. ex A. Gray
- A. hypoleucum A. Gray
- A. incanum (Link) Sweet
- A. indicum (L.) Sweet
- A. insigne Planch.
- A. julianae Endl.
- A. lauraster Hochr.
- A. leonardi Urb.
- A. leucopetalum (F. Muell.) F. Muell. ex Benth.
- A. longicuspe Hochst. ex A. Rich.
- A. malacum S. Watson
- A. mauritianum (Jacq.) Medik.
- A. megapotamicum A. St.-Hil. i Naudin
- A. menziesii Seem. Koʻoloaʻula
- A. mollicomum (Willd.) Sweet
- A. mollissimum
- A. niveum Griseb.
- A. ochsenii Phil.
- A. palmeri A. Gray
- A. parishii A. Watson
- A. parvulum A. Gray
- A. pauciflorum A. St.-Hil.
- A. permolle (Willd.) Sweet
- A. pictum (Gillies ex Hook.) Walp. (syn. A. striatum)
- A. purpurascens (Link) K. Schum.
- A. reflexum (Juss. ex Cav.) Sweet
- A. ramiflorum A. St.-Hil.
- A. reventum S. Watson
- A. sachetianum Fosberg
- A. sandwicense (O. Deg.) Christoph.
- A. sellowianum (Klotzsch) Regel
- A. theophrasti Medik. (syn. A. avicennae) - Campaneta, soja borda
- A. thurberi A. Gray
- A. thyrsodendron Griseb.
- A. trisulcatum (Jacq.) Britton i Millsp.[2]
- A. venosum Lem.
- A. virginianum Krapov.
- A. vitifolium
- A. wrightii A. Gray

## Híbrids
- Abutilon x hybridum (parentatge desconegut).
- Abutilon x milleri (A. megapotamicum x A. pictum).
- Abutilon x suntense (A. ochsenii x A. vitifolium).